# Козловский, Василий Тимофеевич
Васи́лий Тимофе́евич Козло́вский (? — после 1730) — переводчик первой половины XVIII века.

## Биография
Учился в Славяно-греко-латинской школе и из класса «синтаксии», в 1717 году по приказу Петра I был отправлен в Амстердам, а затем в Прагу, где он учился у иезуитов «либеральным наукам». По возвращении в Россию в 1720 году, был назначен подканцеляристом при Синоде и занимался переводом «Сократовых церковных историй». Выполнив перевод, Козловский стал получать по «80 рублей денег и 20 юфтей хлеба в год» (содержание подканцеляриста). 
В 1723 году Пётр I дал распоряжение архиепископу Феодосию заняться переводом сочинения Вольфганга Ильмгарда Гохберга «Georgica curiosa, oder das adelische Land- und Feld-Leben». Архиепископ поручил перевод Феофилу Кролику, который передал его Розенблуту и Козловскому. В 1724 году Пётр I самостоятельно исправлял и сокращал первые переведённые статьи (о земледелии, пчёлах и шёлковых червях и др.), отмечая при этом, что:
немцы обыкли многими рассказами негодными книги свои наполнять только для того, чтоб великими казались
Он потребовал, чтобы
книги переложены были без излишних рассказов, которые время только тратят и чтущим охоту отъемлют
К 1730 году перевод был окончен и хранился в Синоде и библиотеке Феофила Кролика.
О дальнейшей судьбе Василия Тимофеевича Козловского ничего неизвестно.